# Maria Ansorge

Maria Ansorge

Maria Ansorge, auch Marie Ansorge, geb. Maria Scholz (geboren 15. Dezember 1880 in Löchau, Bezirk Braunau (Königreich Böhmen), Österreich-Ungarn; gestorben 11. Juli 1955 in Dorsten) war eine deutsche Politikerin der SPD. Von 1920 bis 1933 war sie fast durchwegs Abgeordnete des Reichstags und von 1951 bis 1953 als Nachrückerin im Deutschen Bundestag.

## Leben und politischer Werdegang
Nach dem Besuch der Volksschule arbeitete Maria Ansorge ab 1894 als Hilfsarbeiterin in der Landwirtschaft. Seit 1893 war sie in unterschiedlichen Branchen der Textilindustrie beschäftigt, wobei sie von 1907 bis 1911 auch zum Vorstand des Textilarbeiterverbandes und des Gewerkschaftskartells in Friedland gehörte. Anschließend war sie bis 1918 in der Genossenschaft als Kaffeeleserin und Expedientin in einer Bäckerei beschäftigt. Von 1918 bis 1920 war sie zudem als Zeitungsausträgerin tätig.
Ansorge engagierte sich politisch immer für einen sozialdemokratischen Internationalismus. Bereits ab 1905 war Ansorge in der SPD aktiv und gehörte seit 1910 dem Kreisvorstand des Sozialdemokratischen Vereins und des Gewerkschaftskartells Waldenburg an. So war sie unter anderem Gründerin und ab 1913 auch Leiterin der „Frauen- und Kinderschutzkommission“ in Waldenburg/Schlesien. Zudem war sie 1917 Mitbegründerin der dortigen Arbeiterwohlfahrt. 1919 wurde sie Kreistagsabgeordnete und war Mitarbeiterin der Zeitung Schlesische Bergwacht (Chefredakteur war Paul Löbe). Von 1930 bis 1933 leitete sie die Arbeiterwohlfahrt in Waldenburg. Während der ersten Jahre des Nationalsozialismus wurde sie mehrfach verhaftet und musste Hausdurchsuchungen erdulden. Im Zusammenhang mit dem Hitlerattentat am 20. Juli 1944 wurde sie erneut verhaftet und einige Monate im KZ Ravensbrück gefangen gehalten. Direkt nach Kriegsende wurde sie von der sowjetischen Besatzung als Bürgermeisterin von Nieder-Salzbrunn eingesetzt, dann jedoch 1946 von den polnischen Behörden ausgewiesen, weil sie nicht die polnische Staatsbürgerschaft annehmen wollte. In Westdeutschland engagierte sich Ansorge für den Wiederaufbau der SPD und der Arbeiterwohlfahrt in Marl. 1955 starb sie an den Folgen eines Schlaganfalls.

## Politische Karriere
Ansorge war von 1920 bis Mai 1924 und von Dezember 1924 bis 1933 Reichstagsabgeordnete. Ab 1948 war sie Mitglied des Stadtrates von Marl. Sie war Mitglied der ersten Bundesversammlung und gehörte dem Deutschen Bundestag bis 1953 an. Sie rückte am 17. November 1951 für ihren verstorbenen Parteifreund Karl Brunner nach. Ihr Tätigkeitsgebiet in den Parlamenten, Reichstag und Bundestag, war die Rente für Hinterbliebene. In der Weimarer Republik war es die Versorgung der Kriegerwitwen und ihren Familien nach dem Ersten Weltkrieg, besonders in Hinblick auf die Arbeiterklasse. Nach dem Zweiten Weltkrieg kämpfte sie für die angemessene Versorgung der Hinterbliebenen. Diese war in den 1950er Jahren keinesfalls gesichert, weil die Siegermächte als zustimmendes Organ für neue Gesetze nicht geneigt waren, Opfer des verlorenen Krieges ausreichend zu entschädigen.

## Werke
- Jahresbericht Waldenburg. In: Arbeiterwohlfahrt. 3, Heft 5. 1928, S. 156–157 (library.fes.de Digitalisat).
- Bericht der Kreisleitung der Arbeiterwohlfahrt Waldenburg, Schlesien, für das Jahr 1929. In: Arbeiterwohlfahrt. 5, Heft 7, 1930, S. 220–222. (library.fes.de Digitalisat).
- Wie´s damals war. Eine alte Sozialistin erzählt. In: Gleichheit. Das Blatt der arbeitenden Frau. Neuer Vorwärts-Verlag, Bonn, 18. Jg. Nr. 9, September, 1955[5]